# Großer Preis von Italien 1996
Der Große Preis von Italien 1996 (offiziell Pioneer 67º Gran Premio d'Italia) fand am 9. September auf dem Autodromo Nazionale di Monza in Monza statt und war das 14. Rennen der Formel-1-Weltmeisterschaft 1996.

## Berichte

### Hintergründe
Nach dem Großen Preis von Belgien führte Damon Hill in der Fahrerwertung mit 13 Punkten vor Jacques Villeneuve und mit 42 Punkten vor Michael Schumacher. In der Konstrukteurswertung stand Williams-Renault bereits nach dem Großen Preis von Ungarn als Weltmeister fest. Sie führten uneinholbar mit 94 Punkten vor Benetton-Renault und mit 101 Punkten vor Ferrari.
Um zu verhindern, dass Autos in Schikanen aufgrund laufender Streckenmodifikationen zum Zeitpunkt des Rennens über Bordsteine springen, wurden an jeder Schikane Reifensperren errichtet. Die neuen Reifensperren sorgten während des Rennens für große Kontroversen, insbesondere in den ersten Runden, als zwei Reifen frei über die Strecke fuhren und anderen Fahrern im Weg standen.
Mit Hill (zweimal), Johnny Herbert und Gerhard Berger (jeweils einmal) traten drei ehemalige Sieger zu diesem Grand Prix an.

### Training
Vor dem Rennen fanden zwei Trainingseinheiten statt: Die erste am Freitagmorgen und die zweite am Samstagmorgen.
Im ersten freien Training am Freitag erzielte Schumacher mit einer Zeit von 1:24,399 Minuten die Bestzeit vor Mika Häkkinen und Berger.
Am Samstag, dem zweiten freien Training konnte sich dann Häkkinen die schnellste Runde sichern vor Hill und Berger.

### Qualifying
Hill sicherte sich mit einer Zeit von 1:24,204 Minuten seine achte Pole-Position der Saison und seine 19. in der Formel-1-Weltmeisterschaft vor Villeneuve und Schumacher.

### Warm Up
Die Fahrer gingen am Sonntagmorgen zu einer 30-minütigen Aufwärmsitzung auf die Strecke. Im Warm Up sicherte sich David Coulthard die Bestzeit vor Häkkinen und Schumacher.

### Rennen
Jean Alesi erwischte einen hervorragenden Start vom sechsten Startplatz und führte den Pole-Setter Hill in die erste Kurve, fuhr allerdings zu weit raus und traf in der ersten Runde einen Reifenstapel zwischen den beiden Lesmos und verlor die Führung an Hill. Alesi hatte das Glück, mit seinem eigenen Auto unbeschädigt davonzukommen, aber sein Fehler führte dazu, dass ein Reifen auf die Strecke fiel und der Frontflügel von Häkkinens McLaren brach. Häkkinen musste wegen eines neuen Bugkegels an die Box, wodurch er auf den siebzehnten Platz zurückfiel.
Villeneuve schickte bei einem ähnlichen Vorfall in der ersten Runde in der Ascari-Schikane einen durchdrehenden Reifen in das Auto von Coulthard, als er versuchte, Schumacher zu überholen. Villeneuve konnte weiterfahren, obwohl die Aufhängung durch die Kollision mit dem Reifenstapel verbogen wurde, was sein Auto verlangsamte und ihn zwang, an die Box zu gehen, um einen neuen Satz Reifen, eine neue Nase und ein neues Lenkrad zu holen, was ihn auf den sechzehnten Platz zurückwarf. Coulthard hatte weniger Glück und drehte sich sofort mit einer gebrochenen Aufhängung. Villeneuve entschuldigte sich nach dem Rennen bei Coulthard. Berger im zweiten Benetton schied schließlich in der 4. Runde mit einem Getriebeschaden aus.
Hill hatte in der sechsten Runde einen Vorsprung von vier Sekunden, als er in der ersten Schikane gegen die Reifenbarrieren prallte und mit gebrochener Aufhängung ausschied. Eddie Irvine lag die meiste Zeit der ersten Rennhälfte auf dem dritten Platz, bevor er einen ähnlichen Unfall hatte. Insgesamt gerieten acht Autos nach einer Überschreitung der Strecke in Kontakt mit den Reifenbarrieren, von denen fünf (Hill, Heinz-Harald Frentzen, Olivier Panis, Ricardo Rosset und Irvine) ausfielen.
Schumacher traf in der Schlussphase ebenfalls einen Reifenstapel, fuhr aber ohne Schaden an seinem Auto weiter und gewann das Rennen. Dies war sein erster Grand-Prix-Sieg in Italien. Es war Schumachers dritter Saisonsieg und der erste Sieg des Ferrari-Teams in Monza seit 1988. Jean Alesi wurde Zweiter, Häkkinen Dritter. Die Jordan-Peugeot von Martin Brundle und Rubens Barrichello belegten nach einem rundenlangen Kampf um den vierten Platz den vierten bzw. fünften Platz. Brundle überholte in der Parabolica-Kurve, nachdem Barrichello versehentlich seinen Motor abgewürgt hatte, als er versuchte, ein Kupplungsproblem zu untersuchen, um von den Marshalls einen Anstoß zu bekommen, weiterzumachen. Pedro Diniz wurde Sechster vor Villeneuve, der nach dem Motorausfall von Herbert in der letzten Runde nur den siebten Platz belegte. Für das Ligier-Formel-1-Team war dies der letzte Punkt.
Schumacher sicherte sich zudem mit 1:26,110 Minuten die schnellste Rennrunde.
Dies war nach dem Großen Preis von Monaco das zweite und letzte Mal, dass Williams in der Saison 1996 keinen Punkt holte. Zum ersten Mal seit Bernd Rosemeyer im Jahr 1936 gewann ein deutscher Fahrer den Großen Preis von Italien in Monza.
Sowohl in der Fahrer- als auch in der Konstrukteurswertung blieben die ersten drei Positionen unverändert.

## Meldeliste
| Team                        | Nr. | Fahrer                | Chassis        | Motor                 | Reifen |
| --------------------------- | --- | --------------------- | -------------- | --------------------- | ------ |
| Scuderia Ferrari SpA        | 01  | Michael Schumacher    | Ferrari F310   | Ferrari 3.0 V10       | G      |
| Scuderia Ferrari SpA        | 02  | Eddie Irvine          | Ferrari F310   | Ferrari 3.0 V10       | G      |
| Mild Seven Benetton Renault | 03  | Jean Alesi            | Benetton B196  | Renault 3.0 V10       | G      |
| Mild Seven Benetton Renault | 04  | Gerhard Berger        | Benetton B196  | Renault 3.0 V10       | G      |
| Rothmans Williams Renault   | 05  | Damon Hill            | Williams FW18  | Renault 3.0 V10       | G      |
| Rothmans Williams Renault   | 06  | Jacques Villeneuve    | Williams FW18  | Renault 3.0 V10       | G      |
| Marlboro McLaren Mercedes   | 07  | Mika Häkkinen         | McLaren MP4/11 | Mercedes-Benz 3.0 V10 | G      |
| Marlboro McLaren Mercedes   | 08  | David Coulthard       | McLaren MP4/11 | Mercedes-Benz 3.0 V10 | G      |
| Ligier Gauloises Blondes    | 09  | Olivier Panis         | Ligier JS43    | Mugen-Honda 3.0 V10   | G      |
| Ligier Gauloises Blondes    | 10  | Pedro Diniz           | Ligier JS43    | Mugen-Honda 3.0 V10   | G      |
| B&H Total Jordan Peugeot    | 11  | Rubens Barrichello    | Jordan 196     | Peugeot 3.0 V10       | G      |
| B&H Total Jordan Peugeot    | 12  | Martin Brundle        | Jordan 196     | Peugeot 3.0 V10       | G      |
| Red Bull Sauber Ford        | 14  | Johnny Herbert        | Sauber C15     | Ford Zetec-R 3.0 V10  | G      |
| Red Bull Sauber Ford        | 15  | Heinz-Harald Frentzen | Sauber C15     | Ford Zetec-R 3.0 V10  | G      |
| Footwork Hart               | 16  | Ricardo Rosset        | Footwork FA17  | Hart 3.0 V8           | G      |
| Footwork Hart               | 17  | Jos Verstappen        | Footwork FA17  | Hart 3.0 V8           | G      |
| Tyrrell Yamaha              | 18  | Ukyō Katayama         | Tyrrell 024    | Yamaha 3.0 V10        | G      |
| Tyrrell Yamaha              | 19  | Mika Salo             | Tyrrell 024    | Yamaha 3.0 V10        | G      |
| Minardi Team                | 20  | Pedro Lamy            | Minardi M195B  | Ford EDM 3.0 V8       | G      |
| Minardi Team                | 21  | Giovanni Lavaggi      | Minardi M195B  | Ford EDM 3.0 V8       | G      |

## Klassifikationen

### Qualifying
| Pos.                                                                       | Fahrer                | Konstrukteur       | Zeit     | Start |
| -------------------------------------------------------------------------- | --------------------- | ------------------ | -------- | ----- |
| 01                                                                         | Damon Hill            | Williams-Renault   | 1:24,204 | 01    |
| 02                                                                         | Jacques Villeneuve    | Williams-Renault   | 1:24,521 | 02    |
| 03                                                                         | Michael Schumacher    | Ferrari            | 1:24,781 | 03    |
| 04                                                                         | Mika Häkkinen         | McLaren-Mercedes   | 1:24,939 | 04    |
| 05                                                                         | David Coulthard       | McLaren-Mercedes   | 1:24,976 | 05    |
| 06                                                                         | Jean Alesi            | Benetton Renault   | 1:25,201 | 06    |
| 07                                                                         | Eddie Irvine          | Ferrari            | 1:25,226 | 07    |
| 08                                                                         | Gerhard Berger        | Benetton Renault   | 1:25,470 | 08    |
| 09                                                                         | Martin Brundle        | Jordan-Peugeot     | 1:26,037 | 09    |
| 10                                                                         | Rubens Barrichello    | Jordan-Peugeot     | 1:26,194 | 10    |
| 11                                                                         | Olivier Panis         | Ligier-Mugen-Honda | 1:26,206 | 11    |
| 12                                                                         | Johnny Herbert        | Sauber-Ford        | 1:26,345 | 12    |
| 13                                                                         | Heinz-Harald Frentzen | Sauber-Ford        | 1:26,505 | 13    |
| 14                                                                         | Pedro Diniz           | Ligier-Mugen-Honda | 1:26,726 | 14    |
| 15                                                                         | Jos Verstappen        | Footwork-Hart      | 1:27,270 | 15    |
| 16                                                                         | Ukyō Katayama         | Tyrrell-Yamaha     | 1:28,234 | 16    |
| 17                                                                         | Mika Salo             | Tyrrell-Yamaha     | 1:28,472 | 17    |
| 18                                                                         | Pedro Lamy            | Minardi-Ford       | 1:28,933 | 18    |
| 19                                                                         | Ricardo Rosset        | Footwork-Hart      | 1:29,181 | 19    |
| 20                                                                         | Giovanni Lavaggi      | Minardi-Ford       | 1:29,833 | 20    |
| 107-Prozent-Zeit: 1:30,098 min (bezogen auf die Bestzeit von 1:24,204 min) |                       |                    |          |       |

### Rennen
| Pos. | Fahrer                | Konstrukteur       | Runden | Stopps | Zeit       | Start | Schnellste Runde |
| ---- | --------------------- | ------------------ | ------ | ------ | ---------- | ----- | ---------------- |
| 01   | Michael Schumacher    | Ferrari            | 53     | 1      | 1:17:632   | 03    | 1:26,110 (50.)   |
| 02   | Jean Alesi            | Benetton Renault   | 53     | 1      | + 18,265   | 06    | 1:26,652 (49.)   |
| 03   | Mika Häkkinen         | McLaren-Mercedes   | 53     | 2      | + 1:06,635 | 04    | 1:26,827 (29.)   |
| 04   | Martin Brundle        | Jordan-Peugeot     | 53     | 1      | + 1:25,217 | 09    | 1:27,831 (51.)   |
| 05   | Rubens Barrichello    | Jordan-Peugeot     | 53     | 1      | + 1:25,475 | 10    | 1:27,557 (52.)   |
| 06   | Pedro Diniz           | Ligier-Mugen-Honda | 52     | 1      | + 1 Runde  | 14    | 1:27,905 (24.)   |
| 07   | Jacques Villeneuve    | Williams-Renault   | 52     | 3      | + 1 Runde  | 02    | 1:27,027 (41.)   |
| 08   | Jos Verstappen        | Footwork-Hart      | 52     | 2      | + 1 Runde  | 15    | 1:28,650 (29.)   |
| 09   | Johnny Herbert        | Sauber-Ford        | 51     | 1      | + 2 Runden | 12    | 1:28,223 (50.)   |
| 10   | Ukyō Katayama         | Tyrrell-Yamaha     | 51     | 3      | + 2 Runden | 16    | 1:28,980 (50.)   |
| –    | Ricardo Rosset        | Footwork-Hart      | 36     | 1      | DNF        | 19    | 1:30,579 (05.)   |
| –    | Eddie Irvine          | Ferrari            | 23     | 0      | DNF        | 07    | 1:27,687 (23.)   |
| –    | Pedro Lamy            | Minardi-Ford       | 12     | 0      | DNF        | 18    | 1:31,353 (09.)   |
| –    | Mika Salo             | Tyrrell-Yamaha     | 9      | 0      | DNF        | 17    | 1:29,418 (05.)   |
| –    | Heinz-Harald Frentzen | Sauber-Ford        | 7      | 0      | DNF        | 13    | 1:29,945 (05.)   |
| –    | Damon Hill            | Williams-Renault   | 5      | 0      | DNF        | 01    | 1:27,639 (04.)   |
| –    | Giovanni Lavaggi      | Minardi-Ford       | 5      | 0      | DNF        | 20    | 1:33,189 (04.)   |
| –    | Gerhard Berger        | Benetton Renault   | 4      | 0      | DNF        | 08    | 1:29,123 (04.)   |
| –    | Olivier Panis         | Ligier-Mugen-Honda | 2      | 0      | DNF        | 11    | 1:32,657 (02.)   |
| –    | David Coulthard       | McLaren-Mercedes   | 1      | 0      | DNF        | 05    | 1:38,080 (01.)   |

## WM Stände nach dem Rennen
Die ersten sechs des Rennens bekamen 10, 6, 4, 3, 2 bzw. 1 Punkt(e).

### Fahrerwertung
| Pos. | Fahrer                | Konstrukteur       | Punkte |
| ---- | --------------------- | ------------------ | ------ |
| 01   | Damon Hill            | Williams-Renault   | 81     |
| 02   | Jacques Villeneuve    | Williams-Renault   | 68     |
| 03   | Michael Schumacher    | Ferrari            | 49     |
| 04   | Jean Alesi            | Benetton-Renault   | 44     |
| 05   | Mika Häkkinen         | McLaren-Mercedes   | 27     |
| 06   | David Coulthard       | McLaren-Mercedes   | 18     |
| 07   | Gerhard Berger        | Benetton-Renault   | 17     |
| 08   | Rubens Barrichello    | Jordan-Peugeot     | 14     |
| 09   | Olivier Panis         | Ligier-Mugen-Honda | 13     |
| 10   | Eddie Irvine          | Ferrari            | 9      |
| 11   | Heinz-Harald Frentzen | Sauber-Ford        | 6      |
| 12   | Martin Brundle        | Jordan-Peugeot     | 6      |

| Pos. | Fahrer               | Konstrukteur       | Punkte |
| ---- | -------------------- | ------------------ | ------ |
| 13   | Mika Salo            | Tyrrell-Yamaha     | 5      |
| 14   | Johnny Herbert       | Sauber-Ford        | 4      |
| 15   | Pedro Diniz          | Ligier-Mugen-Honda | 2      |
| 16   | Jos Verstappen       | Footwork-Hart      | 1      |
| 17   | Ukyō Katayama        | Tyrrell-Yamaha     | 0      |
| 18   | Ricardo Rosset       | Footwork-Hart      | 0      |
| 19   | Giancarlo Fisichella | Minardi-Ford       | 0      |
| 20   | Pedro Lamy           | Minardi-Ford       | 0      |
| 21   | Luca Badoer          | Forti-Ford         | 0      |
| 22   | Andrea Montermini    | Forti-Ford         | 0      |
| 23   | Giovanni Lavaggi     | Minardi-Ford       | 0      |
| –    | Tarso Marques        | Minardi-Ford       | 0      |

### Konstrukteurswertung
| Pos. | Konstrukteur       | Punkte |
| ---- | ------------------ | ------ |
| 01   | Williams-Renault   | 149    |
| 02   | Benetton-Renault   | 61     |
| 03   | Ferrari            | 58     |
| 04   | McLaren-Mercedes   | 45     |
| 05   | Jordan-Peugeot     | 20     |
| 06   | Ligier-Mugen-Honda | 15     |

| Pos. | Konstrukteur   | Punkte |
| ---- | -------------- | ------ |
| 07   | Sauber-Ford    | 10     |
| 08   | Tyrrell-Yamaha | 5      |
| 09   | Footwork-Hart  | 1      |
| 10   | Minardi-Ford   | 0      |
| 11   | Forti-Ford     | 0      |